# Dovjok, Pohrebîșce
Dovjok (în ucraineană Довжок) este un sat în comuna Oceretnea din raionul Pohrebîșce, regiunea Vinnița, Ucraina.

## Demografie
Componența lingvistică a localității Dovjok
     Ucraineană (98,2%)
     Rusă (1,55%)
     Alte limbi (0,26%)
Conform recensământului din 2001, majoritatea populației localității Dovjok era vorbitoare de ucraineană (98,2%), existând în minoritate și vorbitori de rusă (1,55%).